# Jake Davies
Jake Davies (North Yorkshire, 1980) è un modello britannico.

## Biografia
Nato nel North Yorkshire e terzo di tre fratelli, Jake Davies cresce a Northamptonshire. Inizia a lavorare come modello subito dopo aver terminato gli studi, e diventa celebre come testimonial della campagna pubblicitaria internazionale della fragranza Eau sauvage di Christian Dior.. Nel corso della sua carriera ha lavorato per Paul Costelloe, Karl Lagerfeld, Chanel, Thomas Pink, Aquascutum , DKNY, Hugo Boss.
Nel 2009 compare su Numéro Homme. A febbraio dello stesso anno è protagonista della campagna pubblicitaria di Hugo Boss. Nel 2010 è invece protagonista di un servizio fotografico su V insieme ad Andres Velencoso Segura e Jon Kortajarena fotografati da Mario Testino.
Insieme a Baptiste Giabiconi, Jake Davies sarà il primo modello uomo a posare nudo per l'edizione del 2011 del celebre calendario Pirelli.

## Agenzie
- Major Models - New York
- Why Not Model Agency - Milano
- Select Model Management - Londra
- New Madison - Parigi